# Teary Eyed
Teary Eyed è un singolo della rapper statunitense Missy Elliott, pubblicato l'8 agosto 2005 come secondo estratto dal sesto album in studio The Cookbook.

## Tracce
CD (UK)
1. Teary Eyed (radio version)
2. Lose Control (Jacques Lu Cont Mix Edit) (feat. Ciara & Fatman Scoop)
3. Teary Eyed (video)